# Encapsulation (électronique)

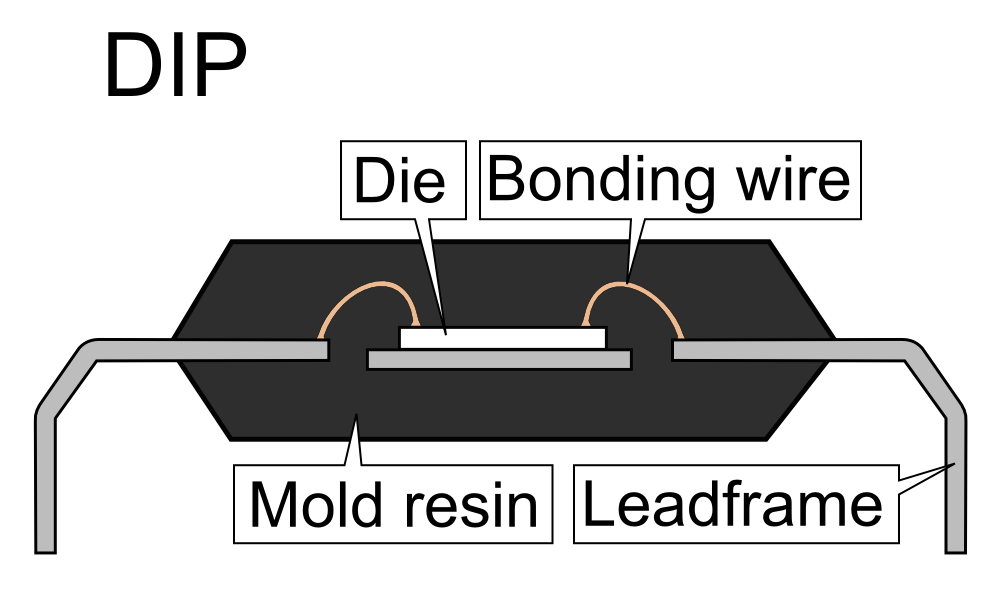
Coupe transversale d'un dual in-line package (DIP). Ce type de boîtier abrite une petite puce semi-conductrice, avec des fils microscopiques connectant la puce (die) aux lead frames, permettant de réaliser les connexions électriques vers un circuit imprimé (ou PCB).

Pour les articles homonymes, voir Encapsulation.
En électronique, l'encapsulation consiste à protéger, mettre dans un boîtier, un composant ou un circuit électronique, afin de le protéger des agressions de l'environnement extérieur, tout en assurant les connexions électriques nécessaires à son fonctionnement (connectique). On utilise aussi le terme packaging, dérivé de l'anglais.